# Magister (latinskt ord)
För olika betydelser, se magister.
Magister är ett latinskt ord som betyder "lärare" och "mästare". Den feminina motsvarigheten är magistra.